# Сушёные грибы
Сушёные грибы — продукт питания со специфическим ароматом и вкусом, получаемый путём сушки свежих съедобных грибов. Сушёные грибы после предварительного замачивания могут широко использоваться в кулинарии, например в супах, рагу, солянке, соусах, начинках для пирогов, грибной икре. 
В литературе разных лет даётся разная оценка пригодности тех или иных видов грибов для сушки. Согласно микологу М. В. Вишневскому, для сушки пригодны все грибы без исключения. Вишневский утверждает, что мнения о том, что некоторые виды грибов нельзя сушить, складывались исторически, но к 2017 году уже не соответствовали действительности и были опровергнуты на практике. Даже такие грибы, как рыжики, нередко описанные в литературе как непригодные для сушки, можно сушить с сохранением их аромата и типичного вкуса, а потом использовать, например, в виде грибного порошка, и даже добавлять в кофе.
Согласно Товарному словарю 1957 года, на промышленную сушку поступали трубчатые грибы: белые, польские, подосиновики, подберёзовики, маслята, козляки, моховики и болотовики, а также сморчки, строчки, ежевики и корни белых грибов. Многие пластинчатые грибы содержат горькие вещества, которые не удаляются при сушке. Из пластинчатых грибов сушат опёнки, гриб-зонтик пёстрый, шампиньоны, подвишенники, чешуйчатки ворсистые и плютей олений. Грибы сушат также для получения приправы — грибного порошка. Забайкальские сушёные грибы называются мога.
Перед сушкой грибы очищают от хвои, листьев, земли, желательно без применения воды, удаляют части грибов, повреждённые насекомыми. В домашних условиях грибы можно сушить разными способами, например нанизанными на бечёвку или нитку в тёплом проветриваемом помещении, на солнце, в русской печи в решётах, плетёнках, нанизанными на спицы, в духовке — на решётках, в электрической сушилке.
Грибы сушат при температуре 55—75 °C. Правильно высушенные грибы сохраняют некоторую эластичность: сгибаются, но всё же не ломаются. Пересушенные грибы — жёсткие и хрупкие, легко разламываются и крошатся. Недосушенные грибы при хранении портятся — плесневеют.
Сушёные грибы легко и быстро воспринимают и хранят посторонние запахи и влагу, поэтому их нельзя хранить в сырых помещениях, со свежими овощами и продуктами, имеющими сильный запах.